# Sindicato Único de Trabajadores del Neumático Argentino
El Sindicato Único de Trabajadores del Neumático Argentino (SUTNA) es un sindicato argentino constituido el 13 de agosto de 1953 que representa a los trabajadores de las empresas fabricantes de neumáticos. Está afiliado a la Confederación General del Trabajo de la República Argentina.
El sindicato obtuvo su personería gremial el 16 de septiembre de 1954 y está conformado por tres seccionales, cada una en donde están ubicadas las plantas de las tres empresas que producen neumáticos en el país: San Fernando (Fate), Merlo (Pirelli) y Llavallol (Bridgestone/Firestone).